# Skyler Wexler
Skyler Melody Wexler (Toronto, Ontario; 17 de noviembre de 2004) es una actriz infantil y actriz de voz canadiense. A finales de 2012, obtuvo el papel de la joven Carrie en la nueva versión del mismo nombre de la película de Brian de Palma. Desde enero de 2013 participa en la serie de ciencia ficción producida por BBC América Orphan Black, donde interprera a Kira, la hija de Sarah Manning (Tatiana Maslany).

## Filmografía (selección)
- 2011: Against the Wall (programa de televisión, episodios 1x03)
- 2011: Warehouse 13 (programa de televisión, episodios 3x13)
- 2011–2012: Alphas (programa de televisión, 3 episodios)
- 2012: Sunshine Sketches of a Little Town
- 2012: The Captured Bird (Kurzfilm)
- 2013: Really Me – Der Star bin ich!] (Really Me, programa de televisión, Episode 2x11)
- 2013: Rewind
- 2013: Carrie
- 2013–2017: Orphan Black (programa de televisión)